# Уиттл, Аласдэр
Аласдэр Уиттл (англ. Alasdair W. R. Whittle) — британский археолог, профессор археологии Кардиффского университета. Специализируется в исследовании эпохи неолита.
Является автором ряда монографий, где в живой и образной форме стремится реконструировать повседневную жизнь людей доисторической эпохи, не отступая, тем не менее, от формата строгого научного труда. Также является редактором ряда археологических сборников.

## Сочинения
- (editor, with Vicki Cummings) Going Over. The Mesolithic-Neolithic Transition in North-West Europe.
- Europe in the Neolithic: the creation of new worlds
- The Archaeology of People: Dimensions of Neolithic Life
- Sacred Mound, Holy Ring.
- (editor, with Douglass Bailey & Daniela Hoffman) Living well together? Settlement and materiality in the Neolithic of south-east and central Europe. 2009.